# Szafága
Szafága (arabul: سفاجا , nyugati átírással: Safaga) kikötőváros Egyiptomban, a Vörös-tenger partján. 
Hurghádától kb. 60 km-re délre fekszik. 

## Jellemzői
A kisváros turisztikailag a búvármerüléseken túl nem sok látnivalót kínál. A környékbeli bányákból származó foszfátásványok exportjának a központja. Évente igazából csak egyszer elevenedik meg, ugyanis itt szállnak hajóra az éves zarándoklatra a Mekkába készülő muszlimok.

## Fordítás
Ez a szócikk részben vagy egészben  a   Safaga című angol Wikipédia-szócikk fordításán alapul.  Az eredeti cikk szerkesztőit annak laptörténete sorolja fel. Ez a jelzés csupán a megfogalmazás eredetét és a szerzői jogokat jelzi, nem szolgál a cikkben szereplő információk forrásmegjelöléseként.